# Ryuji Mochizuki
Ryuji Mochizuki (望月 竜次 Mochizuki Ryuji?), född 6 september 1988 i Shizuoka prefektur, är en japansk fotbollsspelare.
Mochizuki började sin karriär 2011 i Fujieda MYFC. Han spelade 78 ligamatcher för klubben. Han avslutade karriären 2016.